# Geografia historyczna
Geografia historyczna – dział geografii oraz jedna z nauk pomocniczych historii. Zajmuje się badaniem zróżnicowania geograficznego przestrzeni w przeszłości, względnie wymiarem historycznym świata współczesnego. Celem geografii historycznej jest zrozumienie dawnej organizacji przestrzennej danego obszaru, jego ewolucję oraz wpływ na stan aktualny.